# 국가지원지방도 제82호선
국가지원지방도 제82호선은 경기도 평택시 포승읍 내기삼거리와 강원특별자치도 평창군 평창읍 마지삼거리를 연결하는 국가지원지방도이다. 제천시 수산면에서 평창군 대화면까지는 이전에 지방도 제597호선이었다.

## 역사
1994년 '포승 ~ 생극선'이라는 이름으로 국도 제82호선을 신설하기로 계획되었던 도로가 시초이며, 당시 연장은 97km로 정해져 있었다. 그러나 국가 재정 부족으로 평택시 포승읍 ~ 화성시 양감면 구간만 국도로 지정되었다. 이 때 국도로 지정되지 않은 잔여 구간이 국가지원지방도 제82호선으로 지정된 것이다. 2001년 8월 25일 국가지원지방도 노선 지정령이 전부 개정되면서 음성 ~ 평창 구간이 연장되고, 2008년 11월 17일 화성 ~ 평택 구간이 연장되었다.
- 1996년 7월 19일 : 경기도 화성군 향남면 ~ 충청북도 음성군 생극면 구간을 국가지원지방도 제82호 화성 ~ 음성선으로 지정[1]
- 2001년 8월 25일 : 음성 ~ 평창 구간이 연장되면서 국가지원지방도 제82호선 화성 ~ 평창선이 됨[2]
- 2001년 12월 28일 : 음성군 대소면 오류리 1.52km 구간과 음성군 금왕읍 오선리 ~ 무극리 2.38km 구간 확·포장 개통[3]
- 2003년 7월 18일 : 대소 ~ 금왕간 도로(충청북도 음성군 대소면 오류리 ~ 금왕읍 오선리) 8.34km 구간 개통[4]
- 2004년 2월 13일 : 육령 ~ 오생간 도로(충청북도 음성군 금왕읍 육령리 ~ 생극면 오생리) 3.74km 구간 개통[5]
- 2006년 5월 15일 : 안성 ~ 양성간 도로(안성시 대덕면 모산리 ~ 양성면 난실리) 12.9km 구간 확장 개통[6]
- 2008년 6월 20일 : 충청북도 제천시 금성면 양화리 ~ 구룡리 3.9km 구간 확장 개통[7]
- 2008년 11월 17일 : 기점이 경기도 화성시 향남면에서 평택시 포승읍으로 연장되면서 국가지원지방도 제82호 평택 ~ 평창선으로 노선 변경[8]
- 2008년 12월 26일 : 충청북도 구간 도로구역 지정[9]
- 2011년 5월 20일 : 북충주IC ~ 가금간 도로 확포장공사로 인해 충주시 노은면 수룡리 ~ 가금면 용전리) 5.34km 구간 도로구역 변경[10]
- 2012년 4월 21일 : 제천시 청풍면 물태리 ~ 도화리 1.56km 구간 및 청풍대교 개통[11]
- 2013년 8월 10일 : 가금 ~ 칠금간 도로(충청북도 충주시 가금면 용전리 ~ 칠금동) 6.607km 구간 임시 개통(9월 10일 까지)[12]
- 2013년 8월 14일 : 북충주IC ~ 가금간 도로(충청북도 충주시 노은면 수룡리 ~ 가금면 용전리) 4.986km 구간 임시 개통(9월 10일 까지)[12]
- 2013년 9월 11일 : 가금 ~ 칠금간 도로, 북충주IC ~ 가금간 도로 임시 개통[13]
- 2014년 3월 28일 : 가금 ~ 칠금간 도로(충청북도 충주시 가금면 용전리 ~ 칠금동) 6.607km 구간 개통[14]
- 2014년 7월 22일 : 북충주IC ~ 가금간 도로(충청북도 충주시 노은면 수룡리 ~ 가금면 용전리) 4.986km 구간 개통[15]
- 2017년 9월 29일 : 연금리조트 ~ 청풍대교간 도로(제천시 청풍면 도화리 ~ 교리) 1.74km 구간 확장 개통[16]
- 2018년 8월 10일 : 북충주IC ~ 가금간 도로(충주시 노은면 수룡리 ~ 중앙탑면 용전리) 4.99km 구간과 가금 ~ 칠금간 도로(충주시 중앙탑면 용전리 ~ 칠금동) 5.8km 구간 개통, 기존 충주시 노은면 수룡리 ~ 중앙탑면 창동리 총 6.99km 구간 폐지[17]
- 2021년 9월 10일 : 노은 ~ 북충주IC간 도로(충주시 노은면 문성리 ~ 신효리) 3.67km 구간 확장 개통, 기존 2.81km 구간 폐지[18]
- 2025년 7월 11일 : 종점을 평창읍 도돈리를 하리로 변경

## 주요 경유지
경기도
- 평택시 포승읍 - 화성시 (장안면 - 우정읍 - 장안면 - 팔탄면 - 향남읍 - 양감면) - 평택시 서탄면 - 화성시 정남면 - 오산시 (벌음동 - 누읍동 - 가수동 - 오산동 - 부산동) - 화성시 장지동 - 용인시 처인구 (남사면 - 이동읍) - 안성시 (양성면 - 고삼면 - 보개면 - 삼죽면 - 죽산면)

충청북도
- 진천군 광혜원면 - 음성군 (대소면 - 삼성면 - 대소면 - 금왕읍 - 생극면) - 충주시 (신니면 - 노은면 - 중앙탑면 - 칠금동 - 봉방동 - 문화동 - 성서동 - 충인동 - 성서동 - 성남동 - 용산동 - 지현동 - 호암동 - 단월동 - 풍동 - 살미면) - 제천시 (한수면 - 덕산면 - 수산면 - 청풍면 - 금성면 - 산곡동 - 명지동 - 강제동 - 영천동 - 화산동 - 동현동 - 교동 - 장락동 - 고암동 - 송학면)

강원특별자치도
- 영월군 주천면 - 평창군 평창읍

## 노선

### 경기도
| 이름                                                  | 접속 노선                                                 | 소재지                          | 소재지                                                                   | 비고                                                   |
| ----------------------------------------------------- | --------------------------------------------------------- | ------------------------------- | ------------------------------------------------------------------------ | ------------------------------------------------------ |
| 내기삼거리                                            | 국도 제38호선 국도 제77호선 (서동대로)                    | 평택시                          | 포승읍                                                                   | 시점 국도 제77, 82호선과 중복                          |
| 서평택 나들목 (서평택IC사거리)                        | 15호선 서해안고속도로 포승공단로                          | 평택시                          | 포승읍                                                                   | 국도 제77, 82호선과 중복                               |
| 도곡리                                                | 지방도 제309호선 (포승서로)                               | 평택시                          | 포승읍                                                                   | 국도 제77, 82호선과 중복                               |
| 원정 교차로                                           | 평택항로                                                  | 평택시                          | 포승읍                                                                   | 국도 제77, 82호선과 중복                               |
| 원정삼거리                                            | 남양만로                                                  | 평택시                          | 포승읍                                                                   | 국도 제77, 82호선과 중복                               |
| 남양대교                                              |                                                           | 평택시                          | 포승읍                                                                   | 국도 제77, 82호선과 중복                               |
|                                                       | 화성시                                                    | 우정읍                          |                                                                          | 국도 제77, 82호선과 중복                               |
| 노진1사거리                                           | 화성시                                                    | 우정읍                          | 지방도 제302호선 (남양황라로)                                            | 국도 제77, 82호선과 중복                               |
| 노진2사거리                                           | 화성시                                                    | 우정읍                          |                                                                          | 국도 제77, 82호선과 중복                               |
| 이화사거리                                            | 화성시                                                    | 우정읍                          | 화곡로                                                                   | 국도 제77, 82호선과 중복                               |
| 석천사거리                                            | 화성시                                                    | 우정읍                          | 남양만로                                                                 | 국도 제77, 82호선과 중복                               |
| 봉화 교차로                                           | 화성시                                                    | 우정읍                          | 국도 제77호선 국도 제82호선 (포승향남로) 지방도 제301호선 (기아자동차로) | 국도 제77, 82호선과 중복                               |
| 화산입구삼거리                                        | 화성시                                                    | 우정읍                          | 한말길                                                                   |                                                        |
| 사곡사거리                                            | 화성시                                                    | 화곡로 사랑길                   | 장안면                                                                   |                                                        |
| 장안여자중학교                                        | 화성시                                                    |                                 | 장안면                                                                   |                                                        |
| 조암삼거리                                            | 화성시                                                    | 버들로                          | 우정읍                                                                   |                                                        |
| 조암터미널                                            | 화성시                                                    | 조암서로                        | 우정읍                                                                   |                                                        |
| 조암농협                                              | 화성시                                                    |                                 | 우정읍                                                                   |                                                        |
| 조암초교앞삼거리                                      | 화성시                                                    | 조암동로                        | 장안면                                                                   |                                                        |
| 장안119안전센터                                       | 화성시                                                    | 포승장안로                      | 장안면                                                                   |                                                        |
| 어은삼거리                                            | 화성시                                                    | 사랑길                          | 장안면                                                                   |                                                        |
| 어은 교차로                                           | 화성시                                                    | 장안로                          | 장안면                                                                   |                                                        |
| 어은리                                                | 화성시                                                    | 지방도 제313호선                | 장안면                                                                   | 미개통                                                 |
| (장안산업단지)                                        | 화성시                                                    | 금의솔안길                      | 장안면                                                                   |                                                        |
| 독정입구삼거리                                        | 화성시                                                    | 수정로                          | 장안면                                                                   |                                                        |
| 수촌초등학교(폐교)                                    | 화성시                                                    |                                 | 장안면                                                                   |                                                        |
| 진고개                                                | 화성시                                                    |                                 | 팔탄면                                                                   |                                                        |
| 해창교                                                | 화성시                                                    |                                 | 팔탄면                                                                   |                                                        |
| 해창삼거리                                            | 화성시                                                    | 버들로                          | 팔탄면                                                                   |                                                        |
| 우리꽃식물원                                          | 화성시                                                    |                                 | 팔탄면                                                                   |                                                        |
| 발안 나들목 (발안IC사거리)                            | 화성시                                                    | 15호선 서해안고속도로           | 팔탄면                                                                   |                                                        |
| (고주리입구)                                          | 화성시                                                    | 제암고주로                      | 향남읍                                                                   |                                                        |
| 발안 교차로                                           | 화성시                                                    | 국도 제39호선 (서해로)          | 향남읍                                                                   |                                                        |
| 제암사거리                                            | 화성시                                                    | 발안만세길                      | 향남읍                                                                   |                                                        |
| 화성시보건소                                          | 화성시                                                    | 발안남로                        | 향남읍                                                                   |                                                        |
| 발안1교                                               | 화성시                                                    |                                 | 향남읍                                                                   |                                                        |
| (발안파출소)                                          | 화성시                                                    | 3.1만세로 평6길                 | 향남읍                                                                   |                                                        |
| 발안사거리                                            | 화성시                                                    | 국도 제43호선 (삼천병마로)      | 향남읍                                                                   |                                                        |
| 발안초등학교                                          | 화성시                                                    |                                 | 향남읍                                                                   |                                                        |
| (이름 없음)                                           | 화성시                                                    | 행정서로                        | 향남읍                                                                   |                                                        |
| 발안바이오과학고등학교 발안중학교 향남읍 행정복지센터 | 화성시                                                    |                                 | 향남읍                                                                   |                                                        |
| 화성소방서                                            | 화성시                                                    | 향남로                          | 향남읍                                                                   |                                                        |
| (이름 없음)                                           | 화성시                                                    | 행정동로                        | 향남읍                                                                   |                                                        |
| 도이육교                                              | 화성시                                                    | 푸른들판로                      | 향남읍                                                                   | 평창 방면 진출 불가 평택 방면 진입 불가                |
| 관리고개                                              | 화성시                                                    |                                 | 향남읍                                                                   |                                                        |
| 동오사거리                                            | 화성시                                                    | 지방도 제309호선 (서봉로)       | 향남읍                                                                   |                                                        |
| 화성시맑은물사업소                                    | 화성시                                                    |                                 | 향남읍                                                                   |                                                        |
| (갈천1교 남단)                                        | 화성시                                                    | 지방도 제315호선 (만년로)       | 향남읍                                                                   |                                                        |
| 향남 나들목 (향남IC 교차로)                           | 화성시                                                    | 17호선 평택파주고속도로 초록로  | 향남읍                                                                   |                                                        |
| 수직교                                                | 화성시                                                    |                                 | 양감면                                                                   |                                                        |
| 수직교                                                |                                                           | 평택시                          | 서탄면                                                                   |                                                        |
| 내천삼거리                                            | 서탄1로                                                   | 평택시                          | 서탄면                                                                   |                                                        |
| 심포니앞삼거리                                        | 수월암4길                                                 | 평택시                          | 서탄면                                                                   |                                                        |
| 덕절리                                                | 지방도 제314호선 (정남동로)                               | 화성시                          | 정남면                                                                   | 지방도 제314호선과 중복                                |
| 벌음삼거리                                            | 남부대로                                                  | 오산시                          | 초평동                                                                   | 지방도 제314호선과 중복                                |
| 벌음동삼거리                                          | 서동로                                                    | 오산시                          | 초평동                                                                   | 지방도 제314호선과 중복                                |
| 초평동행정복지센터                                    | 지방도 제314호선 (서부로)                                 | 오산시                          | 초평동                                                                   | 지방도 제314호선과 중복                                |
| 신동아아파트앞삼거리                                  | 초평로                                                    | 오산시                          | 초평동                                                                   |                                                        |
| 벌음교                                                |                                                           | 오산시                          | 초평동                                                                   |                                                        |
| 오산초등학교앞 교차로                                 | 가수로                                                    | 오산시                          | 초평동                                                                   | 가수1로                                                |
| 남촌오거리                                            | 지방도 제310호선 (가장로) 청학로 황새로                   | 오산시                          | 초평동                                                                   | 지방도 제310호선과 중복                                |
| 남촌대교                                              |                                                           | 오산시                          | 초평동                                                                   | 지방도 제310호선과 중복                                |
|                                                       | 남촌동                                                    | 오산시                          |                                                                          | 지방도 제310호선과 중복                                |
| 남촌동다리앞 교차로                                   | 성호대로 오산천로                                         | 오산시                          |                                                                          | 지방도 제310호선과 중복                                |
| 오산대교 남단                                         | 오산로                                                    | 오산시                          | 중앙동                                                                   | 지방도 제310호선과 중복                                |
| 오산근린공원 오산시민회관                             |                                                           | 오산시                          | 중앙동                                                                   | 지방도 제310호선과 중복                                |
| 운동장사거리                                          | 국도 제1호선 지방도 제310호선 지방도 제317호선 (경기대로) | 오산시                          | 중앙동                                                                   | 지방도 제310호선과 중복 지방도 제317호선과 중복        |
| 오산종합운동장 오산스포츠센터 오산문화예술회관        |                                                           | 오산시                          | 중앙동                                                                   | 지방도 제317호선과 중복                                |
| 오산시보건소                                          | 운암로 현충로                                             | 오산시                          | 중앙동                                                                   | 지방도 제317호선과 중복                                |
| 운암사거리                                            | 지방도 제311호선 (동부대로)                               | 오산시                          | 중앙동                                                                   | 지방도 제317호선과 중복                                |
| (오산장례식장)                                        | 지방도 제317호선 (동탄기흥로)                             | 오산시                          | 중앙동                                                                   | 지방도 제317호선과 중복                                |
| 롯데인재개발원                                        |                                                           | 오산시                          | 중앙동                                                                   |                                                        |
| 장지지하차도                                          | 동탄대로                                                  | 화성시                          | 동탄동                                                                   |                                                        |
| 장지 교차로 (장지교차로지하차도)                      | 국가지원지방도 제23호선 (용구대로)                        | 화성시                          | 동탄동                                                                   |                                                        |
| 석고개                                                |                                                           | 화성시                          | 동탄동                                                                   |                                                        |
|                                                       | 용인시                                                    | 처인구 남사면                   |                                                                          |                                                        |
| 컨트리주유소앞 교차로                                 | 용인시                                                    | 처인구 남사면                   |                                                                          |                                                        |
| 동막삼거리                                            | 용인시                                                    | 처인구 남사면                   | 서촌로                                                                   |                                                        |
| 진광이엔씨삼거리 정지고개                             | 용인시                                                    | 처인구 남사면                   |                                                                          |                                                        |
| 한화리조트입구삼거리                                  | 용인시                                                    | 처인구 남사면                   | 통삼로                                                                   |                                                        |
| 지펙스앞삼거리                                        | 용인시                                                    | 처인구 남사면                   |                                                                          |                                                        |
| 남사교삼거리                                          | 용인시                                                    | 처인구 남사면                   | 봉무로                                                                   |                                                        |
| 남사교 삼화전자삼거리 당하교                          | 용인시                                                    | 처인구 남사면                   |                                                                          |                                                        |
| 에이텍삼거리                                          | 용인시                                                    | 처인구 남사면                   | 당하로                                                                   |                                                        |
| 아세아시멘트입구삼거리                                | 용인시                                                    | 처인구 남사면                   | 형제로17번길                                                             |                                                        |
| LG전자물류삼거리                                      | 용인시                                                    | 처인구 남사면                   |                                                                          |                                                        |
| 남곡사거리                                            | 용인시                                                    | 처인구 남사면                   | 지방도 제321호선 (처인성로)                                              |                                                        |
| 아곡교                                                | 용인시                                                    | 처인구 남사면                   |                                                                          |                                                        |
| 아곡교삼거리                                          | 용인시                                                    | 처인구 남사면                   | 완장천로                                                                 |                                                        |
| 대성주유소삼거리                                      | 용인시                                                    | 처인구 남사면                   | 월곡로                                                                   |                                                        |
| 삼성탈레스삼거리 월곡교                               | 용인시                                                    | 처인구 남사면                   |                                                                          |                                                        |
| 창리입구삼거리                                        | 용인시                                                    | 처인구 남사면                   | 화곡로                                                                   |                                                        |
| 안어고개                                              | 용인시                                                    | 처인구 남사면                   |                                                                          |                                                        |
|                                                       | 용인시                                                    | 처인구 이동읍                   |                                                                          |                                                        |
| 레이크힐스용인CC 교차로                               | 용인시                                                    |                                 |                                                                          |                                                        |
| 솔밭가든삼거리                                        | 용인시                                                    | 백옥대로                        |                                                                          |                                                        |
| 이동면사무소삼거리                                    | 용인시                                                    |                                 |                                                                          |                                                        |
| 송전삼거리                                            | 용인시                                                    | 경기동로687번길                 |                                                                          |                                                        |
| 송전빌라삼거리                                        | 용인시                                                    | 경기동로739번길 경기동로742번길 |                                                                          |                                                        |
| 송전1교                                               | 용인시                                                    |                                 |                                                                          |                                                        |
| 묘봉 교차로                                           | 용인시                                                    | 국도 제45호선 (남북대로)        |                                                                          |                                                        |
| 묘봉1 교차로삼거리                                    | 용인시                                                    | 묘봉로 경기동로936번길          |                                                                          |                                                        |
| 묘봉교 앵고개 동일테크윈앞 교차로                     | 용인시                                                    |                                 |                                                                          |                                                        |
| 어비2리사거리                                         | 용인시                                                    | 평온의숲로                      |                                                                          |                                                        |
| 난실교                                                |                                                           | 안성시                          | 양성면                                                                   |                                                        |
| 난실 교차로                                           | 지방도 제314호선 (양성로) 안성맞춤대로                    | 안성시                          | 양성면                                                                   |                                                        |
| 노곡 교차로                                           | 안성맞춤대로 미리내성지로                                 | 안성시                          | 양성면                                                                   |                                                        |
| 방고개                                                |                                                           | 안성시                          | 양성면                                                                   |                                                        |
|                                                       | 고삼면                                                    | 안성시                          |                                                                          |                                                        |
| 가유1가도교                                           |                                                           | 안성시                          |                                                                          |                                                        |
| 고삼 교차로 (고삼2가도교)                             | 국가지원지방도 제70호선 (안성대로) 신창길                 | 안성시                          | 국가지원지방도 제70호선과 중복                                           |                                                        |
| 가유리                                                | 지방도 제306호선 (안성맞춤대로)                           | 안성시                          | 국가지원지방도 제70호선과 중복 지방도 제306호선과 중복                   |                                                        |
| 고삼면사무소 고삼초등학교                             |                                                           | 안성시                          | 국가지원지방도 제70호선과 중복 지방도 제306호선과 중복                   |                                                        |
| (봉산1교 북단)                                        | 지방도 제306호선 (미륵로)                                 | 안성시                          | 국가지원지방도 제70호선과 중복 지방도 제306호선과 중복                   |                                                        |
| 담배고개 월랑교 봉지교                                |                                                           | 안성시                          | 국가지원지방도 제70호선과 중복                                           |                                                        |
| 쌍지교                                                | 쌍지길                                                    | 안성시                          | 국가지원지방도 제70호선과 중복                                           |                                                        |
| 가현대교                                              |                                                           | 안성시                          | 국가지원지방도 제70호선과 중복                                           | 보개면                                                 |
| 서삼삼거리                                            | 국가지원지방도 제57호선 (보개원삼로)                      | 안성시                          | 국가지원지방도 제57, 70호선과 중복                                       | 보개면                                                 |
| 천주교공원묘지 교차로                                 | 국가지원지방도 제57호선 (보개원삼로)                      | 안성시                          | 국가지원지방도 제57, 70호선과 중복                                       | 보개면                                                 |
| 안성추모공원 골프존카운티안성H                        |                                                           | 안성시                          | 국가지원지방도 제70호선과 중복                                           | 보개면                                                 |
| 가현치                                                |                                                           | 안성시                          | 국가지원지방도 제70호선과 중복                                           | 보개면                                                 |
|                                                       | 삼죽면                                                    | 안성시                          | 국가지원지방도 제70호선과 중복                                           |                                                        |
| 배태교                                                |                                                           | 안성시                          | 국가지원지방도 제70호선과 중복                                           |                                                        |
| 삼죽면사무소                                          | 지방도 제306호선 지방도 제325호선 (삼죽로)                | 안성시                          | 국가지원지방도 제70호선과 중복 지방도 제306, 325호선과 중복              |                                                        |
| (삼죽)                                                | 지방도 제325호선 (삼백로)                                 | 안성시                          | 국가지원지방도 제70호선과 중복 지방도 제306, 325호선과 중복              |                                                        |
| (두현육교)                                            | 국도 제38호선 (서동대로)                                  | 안성시                          | 죽산면                                                                   | 국가지원지방도 제70호선과 중복 지방도 제306호선과 중복 |
| 죽산교                                                |                                                           | 안성시                          | 죽산면                                                                   | 국가지원지방도 제70호선과 중복 지방도 제306호선과 중복 |
| 죽산삼거리                                            | 지방도 제306호선 (죽주로)                                 | 안성시                          | 죽산면                                                                   | 국가지원지방도 제70호선과 중복 지방도 제306호선과 중복 |
| 두현 교차로                                           | 국도 제38호선 국가지원지방도 제70호선 (서동대로)          | 안성시                          | 죽산면                                                                   | 국가지원지방도 제70호선과 중복                         |
| 점고개 걸미고개 안성CC                                |                                                           | 안성시                          | 죽산면                                                                   |                                                        |
| (칠장사입구)                                          | 칠장로                                                    | 안성시                          | 죽산면                                                                   |                                                        |
| 당진삼거리                                            | 용설로                                                    | 안성시                          | 죽산면                                                                   |                                                        |
| 두교 교차로                                           | 국도 제17호선 (송문주로) 용대길                           | 안성시                          | 죽산면                                                                   |                                                        |
| 걸미삼거리                                            | 두메호수로                                                | 안성시                          | 죽산면                                                                   |                                                        |
| 두계교                                                |                                                           | 안성시                          | 죽산면                                                                   |                                                        |

### 충청북도
| 이름                                   | 접속 노선                                                                 | 소재지                              | 소재지                                                 | 비고                                                                       |
| -------------------------------------- | ------------------------------------------------------------------------- | ----------------------------------- | ------------------------------------------------------ | -------------------------------------------------------------------------- |
| 두계교                                 |                                                                           | 진천군                              | 광혜원면                                               |                                                                            |
| 실원삼거리                             | 국도 제17호선 (생거진천로)                                                | 진천군                              | 광혜원면                                               |                                                                            |
| 상리사거리                             | 바들말3길 화랑길                                                          | 진천군                              | 광혜원면                                               |                                                                            |
| 광혜원삼거리                           | 장기길                                                                    | 진천군                              | 광혜원면                                               |                                                                            |
| 만승교사거리                           | 진광로 장기1길                                                            | 진천군                              | 광혜원면                                               |                                                                            |
| 만승교                                 |                                                                           | 진천군                              | 광혜원면                                               |                                                                            |
| 대풍삼거리                             | 대청로                                                                    | 음성군                              | 대소면                                                 |                                                                            |
| 대소공단삼거리                         | 대소산단로                                                                | 음성군                              | 대소면                                                 |                                                                            |
| 대소 나들목 (대소IC삼거리)             | 35호선 중부고속도로                                                       | 음성군                              | 대소면                                                 |                                                                            |
| 공단삼거리                             | 대풍산단로                                                                | 음성군                              | 대소면                                                 |                                                                            |
| 오류사거리                             | 삼양로                                                                    | 음성군                              | 대소면                                                 |                                                                            |
| 오류교                                 |                                                                           | 음성군                              | 대소면                                                 |                                                                            |
| 대소삼거리                             | 오태로                                                                    | 음성군                              | 대소면                                                 |                                                                            |
| 오산사거리                             | 지방도 제513호선 (대성로) (오산로)                                        | 음성군                              | 대소면                                                 |                                                                            |
| 태생교                                 |                                                                           | 음성군                              | 대소면                                                 |                                                                            |
| 태생리                                 | 오태로                                                                    | 음성군                              | 대소면                                                 |                                                                            |
| 성본리                                 | 신내로                                                                    | 음성군                              | 대소면                                                 |                                                                            |
| 오선 교차로                            | 국도 제21호선 (진성로) 무극로                                             | 음성군                              | 금왕읍                                                 |                                                                            |
| 오선사거리                             | 지방도 제513호선 (초금로)                                                 | 음성군                              | 금왕읍                                                 |                                                                            |
| 금왕산업단지                           |                                                                           | 음성군                              | 금왕읍                                                 |                                                                            |
| 용계사거리                             | 덕금로 무극로244번길                                                      | 음성군                              | 금왕읍                                                 |                                                                            |
| 금왕대교                               | 백야로 웅천동길 웅천서길                                                  | 음성군                              | 금왕읍                                                 |                                                                            |
| 금석사거리                             | 음성로                                                                    | 음성군                              | 금왕읍                                                 |                                                                            |
| 무극 교차로                            | 국도 제37호선 (생음대로)                                                  | 음성군                              | 금왕읍                                                 |                                                                            |
| 육령8교                                |                                                                           | 음성군                              | 금왕읍                                                 |                                                                            |
|                                        | 생극면                                                                    | 음성군                              |                                                        |                                                                            |
| 오생삼거리                             | 오신로                                                                    | 음성군                              |                                                        |                                                                            |
| 오생1 교차로                           | 국도 제3호선 지방도 제306호선 (중원대로)                                  | 충주시                              | 신니면                                                 | 국도 제3호선과 중복 지방도 제306호선과 중복                                |
| 새터1교 새터교                         |                                                                           | 충주시                              | 신니면                                                 | 국도 제3호선과 중복 지방도 제306호선과 중복                                |
| 서충주 나들목 (대화 교차로)            | 40호선 평택제천고속도로 국가지원지방도 제49호선 지방도 제306호선 (용광로) | 충주시                              | 신니면                                                 | 국도 제3호선과 중복 지방도 제306호선과 중복 국가지원지방도 제49호선과 중복 |
| 양지교                                 |                                                                           | 충주시                              | 신니면                                                 | 국도 제3호선과 중복 국가지원지방도 제49호선과 중복                         |
| 송암 교차로                            | 신덕로                                                                    | 충주시                              | 신니면                                                 | 국도 제3호선과 중복 국가지원지방도 제49호선과 중복                         |
| 원평교 용원2교 용원교                  |                                                                           | 충주시                              | 신니면                                                 | 국도 제3호선과 중복 국가지원지방도 제49호선과 중복                         |
| 용원 교차로                            | 국도 제3호선 (중원대로)                                                   | 충주시                              | 신니면                                                 | 국도 제3호선과 중복 국가지원지방도 제49호선과 중복                         |
| 오포사거리                             | 신덕로                                                                    | 충주시                              | 신니면                                                 | 국가지원지방도 제49호선과 중복                                             |
| 요도천교 내용천교                      |                                                                           | 충주시                              | 신니면                                                 | 국가지원지방도 제49호선과 중복                                             |
| 수청사거리                             | 중원산업로                                                                | 충주시                              | 신니면                                                 | 국가지원지방도 제49호선과 중복                                             |
| 신청 교차로                            | 신의수청길 참샘길                                                         | 충주시                              | 신니면                                                 | 국가지원지방도 제49호선과 중복                                             |
| 화심교                                 |                                                                           | 충주시                              | 신니면                                                 | 국가지원지방도 제49호선과 중복                                             |
| 화심 교차로                            | 덕고개로 화골길                                                           | 충주시                              | 신니면                                                 | 국가지원지방도 제49호선과 중복                                             |
| 한덕이삼거리                           | 한덕길                                                                    | 충주시                              | 신니면                                                 | 국가지원지방도 제49호선과 중복                                             |
| 도장 교차로                            |                                                                           | 충주시                              | 신니면                                                 | 국가지원지방도 제49호선과 중복                                             |
| 덕고개                                 |                                                                           | 충주시                              | 신니면                                                 | 국가지원지방도 제49호선과 중복                                             |
|                                        | 노은면                                                                    | 충주시                              |                                                        | 국가지원지방도 제49호선과 중복                                             |
| 덕고개삼거리                           | 덕고개로                                                                  | 충주시                              |                                                        | 국가지원지방도 제49호선과 중복                                             |
| 노은교                                 |                                                                           | 충주시                              |                                                        | 국가지원지방도 제49호선과 중복                                             |
| 노은삼거리                             | 지방도 제525호선 (감노로)                                                 | 충주시                              | 국가지원지방도 제49호선과 중복 지방도 제525호선과 중복 |                                                                            |
| 노은중학교                             |                                                                           | 충주시                              | 국가지원지방도 제49호선과 중복 지방도 제525호선과 중복 |                                                                            |
| 연하1 교차로                           | 국가지원지방도 제49호선 (감노로)                                          | 충주시                              | 국가지원지방도 제49호선과 중복 지방도 제525호선과 중복 |                                                                            |
| 연하2 교차로                           | 우성1길                                                                   | 충주시                              | 지방도 제525호선과 중복                                |                                                                            |
| 노은2교 연하2교                        |                                                                           | 충주시                              | 지방도 제525호선과 중복                                |                                                                            |
| 신효1 교차로                           | 지방도 제525호선 (솔고개로)                                               | 충주시                              | 지방도 제525호선과 중복                                |                                                                            |
| 효죽2교                                |                                                                           | 충주시                              |                                                        |                                                                            |
| 신효3 교차로                           | 감노로                                                                    | 충주시                              |                                                        |                                                                            |
| 북충주 나들목 (북충주 교차로)          | 40호선 평택제천고속도로 45호선 중부내륙고속도로                           | 충주시                              |                                                        |                                                                            |
| 노은초등학교 수룡분교(폐교) 수룡교     |                                                                           | 충주시                              |                                                        |                                                                            |
| 수룡 교차로                            | 무쇠점길 원모롱이길                                                       | 충주시                              |                                                        |                                                                            |
| 노은고개 교차로                        |                                                                           | 충주시                              |                                                        |                                                                            |
| 노은고개                               |                                                                           | 충주시                              |                                                        |                                                                            |
|                                        | 중앙탑면                                                                  | 충주시                              |                                                        |                                                                            |
| 상구 교차로                            | 병풍산길 윗걸피기길                                                       | 충주시                              |                                                        |                                                                            |
| 중구1 교차로                           |                                                                           | 충주시                              |                                                        |                                                                            |
| 중구2 교차로                           | 감노로 걸피기길                                                           | 충주시                              |                                                        |                                                                            |
| 가금 교차로 (충주기업도시 분기점)      | 기업도시로                                                                | 충주시                              |                                                        |                                                                            |
| 대흥교 하구암천2교 입석교              |                                                                           | 충주시                              |                                                        |                                                                            |
| 중원 교차로                            | 지방도 제599호선 (반천길)                                                 | 충주시                              | 지방도 제599호선과 중복                                |                                                                            |
| 하구암천3교 법현천교                   |                                                                           | 충주시                              | 지방도 제599호선과 중복                                |                                                                            |
| 갈동사거리                             | 지방도 제599호선 (첨단산업로)                                             | 충주시                              | 지방도 제599호선과 중복                                |                                                                            |
| 두련천교                               |                                                                           | 충주시                              |                                                        |                                                                            |
| 두련 교차로                            | 루암고분길                                                                | 충주시                              |                                                        |                                                                            |
| 루암 교차로                            | 청금로 중앙탑길                                                           | 충주시                              |                                                        |                                                                            |
| 소일육교                               |                                                                           | 충주시                              |                                                        |                                                                            |
| 소일 교차로                            | 청금로                                                                    | 충주시                              |                                                        |                                                                            |
| 창동교                                 |                                                                           | 충주시                              |                                                        |                                                                            |
| 창동 교차로                            | 국도 제19호선 (서부순환대로)                                              | 충주시                              |                                                        |                                                                            |
| 탄금대교                               |                                                                           | 충주시                              |                                                        |                                                                            |
|                                        | 칠금금릉동                                                                | 충주시                              |                                                        |                                                                            |
| 탄금대삼거리                           | 탄금대안길                                                                | 충주시                              |                                                        |                                                                            |
| 충주시민운동장                         | 남한강로                                                                  | 충주시                              |                                                        |                                                                            |
| 칠금교                                 |                                                                           | 충주시                              |                                                        |                                                                            |
| 칠금사거리                             | 충원대로                                                                  | 충주시                              |                                                        |                                                                            |
| 한국전력공사 충주지사 충주시설관리공단 |                                                                           | 충주시                              | 봉방동                                                 |                                                                            |
| 봉계사거리                             | 봉현로                                                                    | 충주시                              | 봉방동                                                 |                                                                            |
| 국원고등학교 (국원고사거리)            | 천변로                                                                    | 충주시                              | 봉방동                                                 |                                                                            |
| 봉계교                                 |                                                                           | 충주시                              | 봉방동                                                 |                                                                            |
| 삼원로터리                             | 국원대로                                                                  | 충주시                              | 봉방동                                                 |                                                                            |
| 삼원로터리                             | 국원대로                                                                  | 충주시                              | 문화동                                                 |                                                                            |
| 무학시장                               |                                                                           | 충주시                              |                                                        |                                                                            |
| 부민삼거리                             | 중앙로                                                                    | 충주시                              |                                                        |                                                                            |
| 제1로터리                              | 예성로 중앙로 충인5길                                                     | 충주시                              | 성내충인동                                             |                                                                            |
| 제2로터리                              | 사직로                                                                    | 충주시                              | 성내충인동                                             |                                                                            |
| 씨씨에스 충북방송                      |                                                                           | 충주시                              | 용산동                                                 |                                                                            |
| (지곡)                                 | 용산로 용산천변길 용정4길                                                 | 충주시                              | 용산동                                                 |                                                                            |
| 용산교                                 |                                                                           | 충주시                              | 용산동                                                 |                                                                            |
|                                        | 지현동                                                                    | 충주시                              |                                                        |                                                                            |
| 지현삼거리                             | 남산로                                                                    | 충주시                              |                                                        |                                                                            |
| 충주고등학교                           |                                                                           | 충주시                              | 호암직동                                               |                                                                            |
| 호암사거리                             | 중원대로 호암대로                                                         | 충주시                              | 호암직동                                               |                                                                            |
| 충주문화방송                           |                                                                           | 충주시                              | 호암직동                                               |                                                                            |
| 건국대 글로컬캠퍼스 후문               |                                                                           | 충주시                              | 달천동                                                 |                                                                            |
| 유주막삼거리                           | 충원대로                                                                  | 충주시                              | 달천동                                                 |                                                                            |
| (삼초대입구)                           | 유주막로                                                                  | 충주시                              | 달천동                                                 | 평창 방면 진입 불가 평택 방면 진출 불가                                    |
| 풍동 교차로                            | 국도 제3호선 국도 제19호선 국도 제36호선 (서부순환대로)                   | 충주시                              | 달천동                                                 | 국도 제3, 19, 36호선과 중복 평창 방면 진출 불가 평택 방면 진입 불가        |
| 노루목다리                             |                                                                           | 충주시                              | 달천동                                                 | 국도 제3, 19, 36호선과 중복                                                |
| 노루목다리                             | 살미면                                                                    | 충주시                              |                                                        | 국도 제3, 19, 36호선과 중복                                                |
| 대향산교                               |                                                                           | 충주시                              |                                                        | 국도 제3, 19, 36호선과 중복                                                |
| 향산삼거리                             | 유주막로                                                                  | 충주시                              |                                                        | 국도 제3, 19, 36호선과 중복                                                |
| 세경교                                 | 독덕길                                                                    | 충주시                              |                                                        | 국도 제3, 19, 36호선과 중복                                                |
| 호음실삼거리                           | 호음실1길                                                                 | 충주시                              |                                                        | 국도 제3, 19, 36호선과 중복                                                |
| 문산삼거리                             | 문강로 물멕이길                                                           | 충주시                              |                                                        | 국도 제3, 19, 36호선과 중복                                                |
| 살미삼거리                             | 세성로                                                                    | 충주시                              |                                                        | 국도 제3, 19, 36호선과 중복                                                |
| 세성 교차로                            | 국도 제19호선 (괴산IC~살미간 도로) 지방도 제531호선 (세성로)              | 충주시                              |                                                        | 국도 제3, 19, 36호선과 중복                                                |
| 용천삼거리                             | 국도 제3호선 (중원대로)                                                   | 충주시                              | 국도 제3, 36호선과 중복                                |                                                                            |
| 내사리                                 | 충주호수로                                                                | 충주시                              | 국도 제36호선과 중복                                   |                                                                            |
| 신당1교 신당2교 소용교 신당교 공이교   |                                                                           | 충주시                              | 국도 제36호선과 중복                                   |                                                                            |
| 공이삼거리                             | 공이동길                                                                  | 충주시                              | 국도 제36호선과 중복                                   |                                                                            |
| 월악교                                 |                                                                           | 충주시                              | 국도 제36호선과 중복                                   |                                                                            |
|                                        | 제천시                                                                    | 한수면                              | 국도 제36호선과 중복                                   |                                                                            |
| 탄지삼거리                             | 제천시                                                                    | 한수면                              | 국도 제36호선과 중복                                   | 지방도 제597호선 (미륵송계로)                                              |
| 탄지교                                 | 제천시                                                                    | 한수면                              | 국도 제36호선과 중복                                   |                                                                            |
| 성천교                                 | 제천시                                                                    | 월악산로                            | 국도 제36호선과 중복                                   | 덕산면                                                                     |
| 수산3교                                | 제천시                                                                    |                                     | 국도 제36호선과 중복                                   | 덕산면                                                                     |
| 성암 회전교차로                        | 제천시                                                                    | 약초로 월악로17길 월악로18길        | 국도 제36호선과 중복                                   | 덕산면                                                                     |
| 수산사거리                             | 제천시                                                                    | 국도 제36호선 (월악로) 월악로26길   | 국도 제36호선과 중복                                   | 수산면                                                                     |
| (용곡입구)                             | 제천시                                                                    | 연론로                              |                                                        | 수산면                                                                     |
| (서곡입구)                             | 제천시                                                                    | 서곡로                              | 청풍면                                                 |                                                                            |
| 청풍초등학교 청풍중학교                | 제천시                                                                    |                                     | 청풍면                                                 |                                                                            |
| 청풍면 행정복지센터                    | 제천시                                                                    | 문화재길 청풍호로52길               | 청풍면                                                 |                                                                            |
| 청풍대교                               | 제천시                                                                    |                                     | 청풍면                                                 |                                                                            |
| 도화 교차로                            | 제천시                                                                    | 옥순봉로                            | 청풍면                                                 |                                                                            |
| (학현입구)                             | 제천시                                                                    | 지방도 제532호선 (학현소야로)       | 청풍면                                                 | 지방도 제532호선과 중복                                                    |
| 청풍랜드 청풍리조트                    | 제천시                                                                    |                                     | 청풍면                                                 | 지방도 제532호선과 중복                                                    |
| 높은다리                               | 제천시                                                                    | 신당길                              | 금성면                                                 | 지방도 제532호선과 중복                                                    |
| 구룡 교차로                            | 제천시                                                                    | 지방도 제532호선 (호반로)           | 금성면                                                 | 지방도 제532호선과 중복                                                    |
| 금성면 행정복지센터                    | 제천시                                                                    |                                     | 금성면                                                 |                                                                            |
| 금성보건지소                           | 제천시                                                                    | 국사봉로                            | 금성면                                                 |                                                                            |
| 월림3교 월림2교                        | 제천시                                                                    |                                     | 금성면                                                 |                                                                            |
| 남제천 나들목                          | 제천시                                                                    | 55호선 중앙고속도로                 | 금성면                                                 |                                                                            |
| 양화2교                                | 제천시                                                                    | 양월로                              | 금성면                                                 | 평창 방면 진입 불가 평택 방면 진출 불가                                    |
| 양화1교                                | 제천시                                                                    |                                     | 금성면                                                 |                                                                            |
| 양화사거리                             | 제천시                                                                    | 적성로 청풍호로24길                 | 금성면                                                 |                                                                            |
| 명지 교차로                            | 제천시                                                                    | 국도 제5호선 국도 제38호선 (북부로) | 화산동                                                 |                                                                            |
| 명지초등학교입구 교차로                | 제천시                                                                    | 강명길 청풍호로10길                 | 화산동                                                 |                                                                            |
| (강저택지)                             | 제천시                                                                    | 강저로                              | 화산동                                                 |                                                                            |
| 사천교                                 | 제천시                                                                    |                                     | 화산동                                                 |                                                                            |
|                                        | 제천시                                                                    | 영서동                              |                                                        |                                                                            |
| 영천지하차도                           | 제천시                                                                    |                                     |                                                        |                                                                            |
| 남당 교차로                            | 제천시                                                                    | 내토로 용두천로                     |                                                        |                                                                            |
| 역전 교차로 (제천역)                   | 제천시                                                                    | 의림대로 내제로                     |                                                        |                                                                            |
| 역전 교차로 (제천역)                   | 제천시                                                                    | 의림대로 내제로                     | 화산동                                                 |                                                                            |
| 약초시장입구 교차로                    | 제천시                                                                    | 숭의로                              |                                                        |                                                                            |
| 동현 교차로                            | 제천시                                                                    | 단양로 의병대로32길                 | 남현동                                                 |                                                                            |
| 월백교 서단                            | 제천시                                                                    | 지방도 제522호선 (의병대로)         | 남현동                                                 |                                                                            |
| 교동                                   | 제천시                                                                    | 명륜로                              | 교동                                                   |                                                                            |
| 제천운수                               | 제천시                                                                    |                                     | 교동                                                   |                                                                            |
| 장락삼거리                             | 제천시                                                                    | 청전대로                            | 교동                                                   |                                                                            |
| 장락주공3.4단지앞삼거리                | 제천시                                                                    | 내토로59길                          | 교동                                                   |                                                                            |
| 죽하마을입구 교차로                    | 제천시                                                                    | 내토로63길                          | 교동                                                   |                                                                            |
| 제천교통                               | 제천시                                                                    |                                     | 교동                                                   |                                                                            |
| 장락역                                 | 제천시                                                                    | 내토로 신죽하로                     | 의암동                                                 |                                                                            |
| (둔전골)                               | 제천시                                                                    | 제천북로                            | 의암동                                                 |                                                                            |
| 둔전골안길입구 교차로                  | 제천시                                                                    | 송학주천로                          | 의암동                                                 |                                                                            |
| 에콜리안제천                           | 제천시                                                                    |                                     | 의암동                                                 |                                                                            |
| 도화 교차로                            | 제천시                                                                    | 도화 ~ 송학간 도로                  | 송학면                                                 | 국도 제38호선과 간접 연결                                                  |
| 도화리                                 | 제천시                                                                    | 도화로                              | 송학면                                                 |                                                                            |
| 개화교                                 | 제천시                                                                    | 시곡포전로 송학주천로11길           | 송학면                                                 |                                                                            |
| 송한교                                 | 제천시                                                                    | 오미로                              | 송학면                                                 |                                                                            |
| 미고개                                 | 제천시                                                                    |                                     | 송학면                                                 |                                                                            |

- 기존 구간 (2014년 이전 노선)
  - 충주시 용원초등학교 - 용원삼거리 - 용원교 - 신청리 - 화석리 - 덕고개 - 노은교 - 노은삼거리

### 강원특별자치도
| 이름                                     | 접속 노선                                     | 소재지 | 소재지 | 비고                           |
| ---------------------------------------- | --------------------------------------------- | ------ | ------ | ------------------------------ |
| 미고개                                   |                                               | 영월군 | 주천면 |                                |
| 인도미술박물관 (구 금마초등학교) 신일교  |                                               | 영월군 | 주천면 |                                |
| 신일사거리                               | 국가지원지방도 제88호선 (솔치로) 주천로       | 영월군 | 주천면 | 국가지원지방도 제88호선과 중복 |
| 신일교 주천2교                           |                                               | 영월군 | 주천면 | 국가지원지방도 제88호선과 중복 |
| 주천사거리                               | 국가지원지방도 제88호선 (서강로) 주천로84번길 | 영월군 | 주천면 | 국가지원지방도 제88호선과 중복 |
| 주천버스정류장                           | 주천로                                        | 영월군 | 주천면 |                                |
| 관운2교                                  | 중선로                                        | 영월군 | 주천면 |                                |
| 판운초등학교(폐교) 영월화석박물관 판운교 |                                               | 영월군 | 주천면 |                                |
| 마지삼거리                               | 국도 제31호선 (원동재로) (평창강로)           | 평창군 | 평창읍 | 종점                           |

## 도로명
경기도
- 평택시 포승읍 내기삼거리 ~ 화성시 우정읍 봉화 교차로 : 포승향남로
- 화성시 우정읍 봉화 교차로 ~ 조암삼거리 : 기아자동차로
- 화성시 우정읍 조암삼거리 ~ 향남읍 (발안파출소) : 3.1만세로
- 화성시 향남읍 (발안파출소) ~ 발안사거리 : 평3길
- 화성시 향남읍 발안사거리 ~ 오산시 초평동 오산초교삼거리 : 발안로
- 오산시 초평동 오산초교삼거리 ~ 오산시 초평동 오산세교 12단지 : 초평중앙로
- 오산시 초평동 오산세교12단지 ~ 남촌동 남촌오거리 : 감투로
- 오산시 초평동 남촌오거리 ~ 초평동 남촌동다리앞 교차로 : 성호대로
- 오산시 남촌동 남촌동다리앞 교차로 ~ 중앙동 운동장사거리 : 오산천로
- 오산시 중앙동 운동장사거리 ~ 안성시 양성면 난실 교차로 : 경기동로
- 안성시 양성면 난실 교차로 ~ 고삼면 고삼 교차로 : 안성대로
- 안성시 고삼면 고삼 교차로 ~ 가유리 : 신창길
- 안성시 고삼면 가유리 ~ 보개면 서삼삼거리 : 고삼호수로
- 안성시 보개면 서삼삼거리 ~ 천주교공원묘지 교차로 : 보개원삼로
- 안성시 보개면 천주교공원묘지 교차로 ~ 삼죽면 삼죽면사무소 : 보삼로
- 안성시 삼죽면 삼죽면사무소 ~ 용월리 : 삼죽로
- 안성시 죽산면 두현리 ~ 죽산삼거리 : 죽주로
- 안성시 죽산면 죽산삼거리 ~ 두계교 : 걸미로

충청북도
- 진천군 광혜원면 두계교 ~ 만승교사거리 : 진광로
- 진천군 광혜원면 만승교사거리 ~ 충주시 신니면 오생1 교차로 : 대금로
- 충주시 신니면 오생1 교차로 ~ 용원 교차로 : 중원대로
- 충주시 신니면 용원 교차로 ~ 노은면 노은삼거리 : 신니~노은간 도로
- 충주시 노은면 노은삼거리 ~ 중앙탑면 중구2 교차로 : 감노로
- 충주시 중앙탑면 중구2 교차로 ~ 문화동 부민삼거리 : 탄금대로
- 충주시 문화동 부민삼거리 ~ 성내충인동 제1로터리 : 중앙로
- 충주시 성내충인동 제1로터리 ~ 호암직동 호암사거리 : 예성로
- 충주시 호암직동 호암사거리 ~ 살미면 용천삼거리 : 중원대로
- 충주시 살미면 용천삼거리 ~ 제천시 수산면 수산사거리 : 월악로
- 제천시 수산면 수산사거리 ~ 영서동 남당 교차로 : 청풍호로
- 제천시 영서동 남당 교차로 ~ 의암동 장락역 : 내토로
- 제천시 의암동 장락역 ~ 둔전골안길입구 교차로 : 둔전로
- 제천시 의암동 둔전골안길입구 교차로 ~ 송학면 미고개 : 송학주천로

강원특별자치도
- 영월군 주천면 미고개 ~ 관운2교 동단 : 송학주천로
- 영월군 주천면 관운2교 동단 ~ 평창군 평창읍 마지삼거리 : 평창강로

## 사진

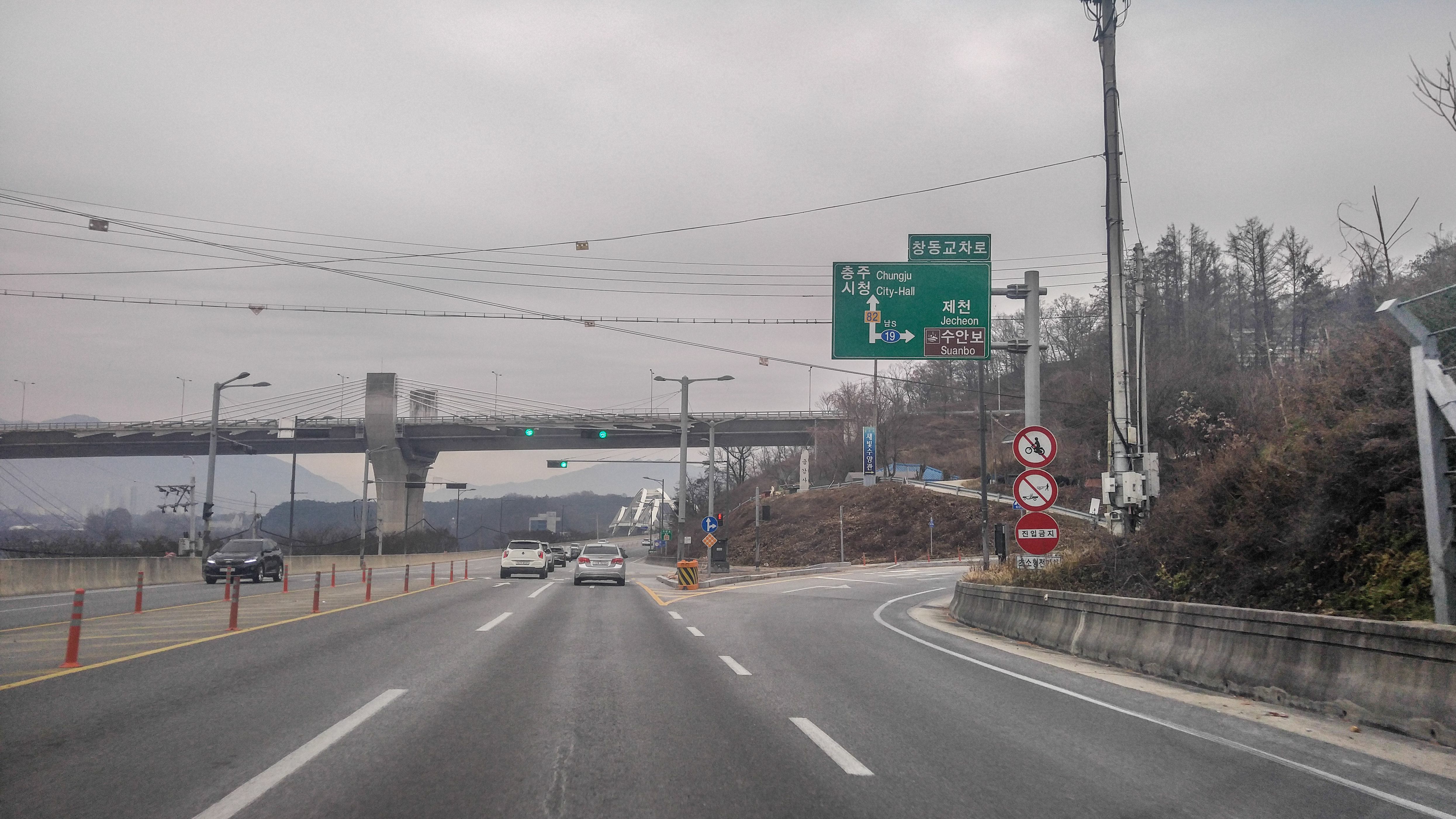
창동 교차로
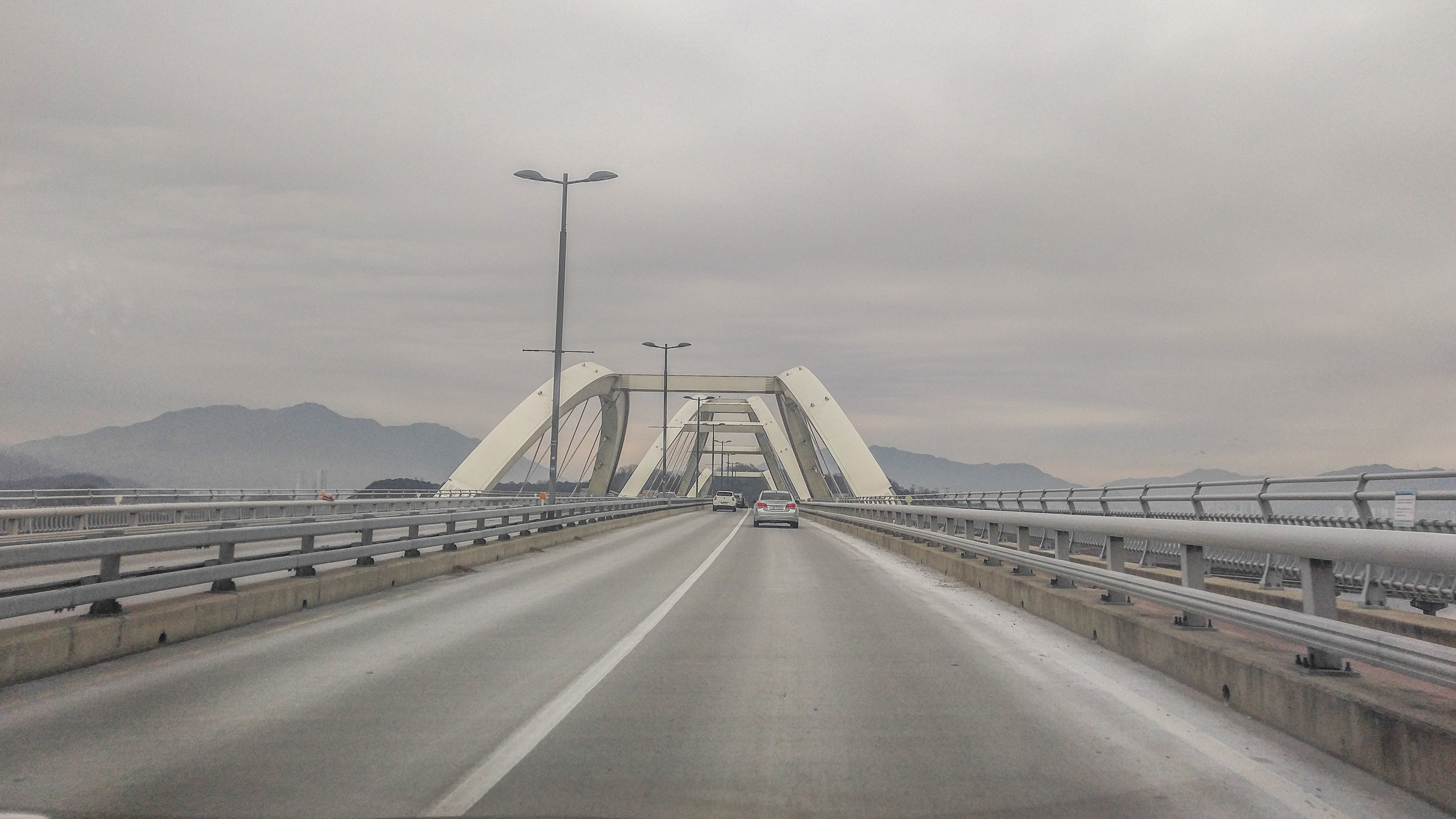
탄금대교